# 永井由起子
永井 由起子（ながい ゆきこ、1957年〈昭和32年〉12月19日 - ）は、フリーアナウンサー。

## 来歴
兵庫県西宮市出身。神戸女学院大学家政学部卒業。
大学4年生の時に朝日放送テレビ『たいむ6』のアシスタントキャスターのオーディションに合格して、放送業界に入る。

## 出演番組

### テレビ番組
| 期間         | 期間          | 番組名                                  | 役職                                                                                             |
| ------------ | ------------- | --------------------------------------- | ------------------------------------------------------------------------------------------------ |
| 1980年4月    | 1987年10月    | たいむ6（朝日放送テレビ）               | 週1でのアシスタントキャスター                                                                    |
| 1983年9月    | 1985年3月     | 生クイズ・夫婦でドン!（朝日放送テレビ） | アシスタント                                                                                     |
| 1987年10月   | 1989年9月     | ニュースウェーブABC（朝日放送テレビ）   | メインキャスター                                                                                 |
| 1993年1月4日 | 1993年4月1日  | Beアップル2時!（読売テレビ）            | 月～木曜日レギュラー司会                                                                         |
| 1993年4月5日 | 1995年3月30日 | ザ・ワイド（読売テレビ）                | 月～木曜日同局制作ゾーン側でのレギュラー司会 ※番組自体はキー局の日本テレビとの共同制作として放送 |

### ラジオ番組
- さわやか広場（NHK-FM）[1]
- サンバード 長崎屋 サンデー・ブレイク（朝日放送ラジオ）
- それゆけ!（MBSラジオ）[1]
- 歌って笑ってドンドコドン（ラジオ大阪）[1]
- サンデーふれあいネットワーク！（FMちゃお）